# Macrotylus quadrilineatus
Macrotylus quadrilineatus es una especie de hemíptero de la familia Miridae, subfamilia Phylinae.

## Ecología

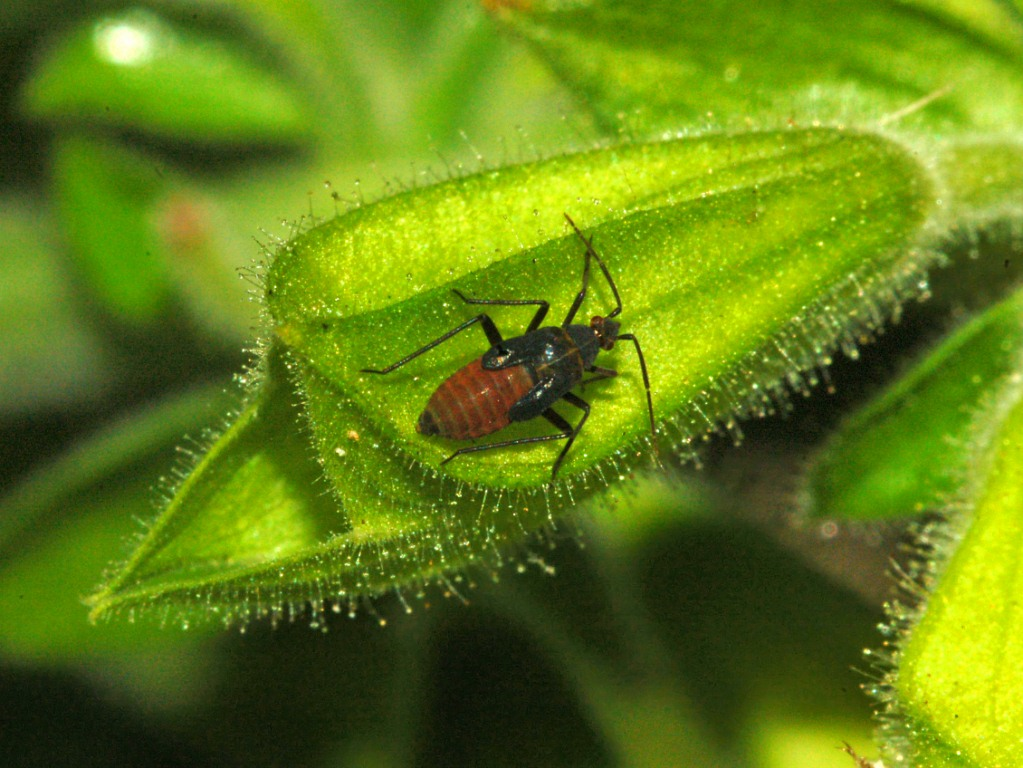
Ninfa

La planta huésped principal es Salvia glutinosa, Lamiaceae. Esta chinche se alimenta de los jugos de la planta y de pequeños insectos atrapados en la pegajosa savia.

## Distribución
Se encuentra en Austria, Italia, Alemania, Francia, Rumania, Suiza, Slovenia, Polonia y la antigua Yugoslavia.